# Arturo I di Bretagna
Arturo I Plantageneto di Bretagna (Nantes, 29 marzo 1187 – Normandia, 3 aprile 1203) fu Duca di Bretagna e Conte di Richmond dal 1196, e Conte d'Angiò dal 1199 fino alla sua morte.
Nella sua breve esistenza fu in lotta con lo zio Giovanni Senza Terra per la successione di Riccardo Cuor di Leone.

## Origine
Secondo la Chronica Albrici Monachi Trium Fontium, Arturo era l'unico figlio maschio del Duca di Bretagna e Conte di Richmond, Goffredo II e della Duchessa di Bretagna e Contessa di Richmond, Costanza, che, secondo il monaco benedettino inglese, cronista della storia inglese, Matteo da Parigi, era nato postumo.
Secondo la Chronique de Robert de Torigni, abbé du Mont-Saint-Michel, tome I, Goffredo II di Bretagna era il quarto figlio maschio del re d'Inghilterra Enrico II Plantageneto (1133-1189) e, come risulta dalla Chronica Albrici Monachi Trium Fontium, della duchessa d'Aquitania e Guascogna e contessa di Poitiers, Eleonora, che ancora secondo la Chronica Albrici Monachi Trium Fontium, era la figlia primogenita del duca di Aquitania, Guglielmo X il Tolosano, appartenente alla dinastia dei Ramnulfidi e di Aénor di Châtellerault, figlia del visconte Americo I di Châtellerault e della Maubergeon, l'amante di suo nonno, il duca di Aquitania, Guglielmo IX il Trovatore.
Costanza di Bretagna, secondo la Chronica Albrici Monachi Trium Fontium era l'unica figlia del Conte di Richmond, duca di Bretagna e Conte di Tréguier e di Guingamp, Conan IV e della moglie, Margherita di Huntingdon, come ci confermano gli Annales de Burton.

## Biografia
Appena dopo la sua nascita, il re di Francia, Filippo II Augusto, ne reclamò la tutela.
Già prima del 1190 lo zio, il re d'Inghilterra, Riccardo Cuor di Leone, aveva dichiarato che come erede al trono d'Inghilterra e del territorio francese della corona inglese preferiva Arturo a Giovanni Senza Terra. Riccardo intendeva così escludere il fratello Giovanni dalla successione al regno.
Arturo fu designato ufficialmente erede, nel corso della terza crociata, quando re Riccardo, era in Sicilia lo fidanzò con una delle quattro figlie di Tancredi re di Sicilia, all'interno di un trattato stipulato tra i sovrani (marzo 1191), come ci conferma Matteo da Parigi.
Tuttavia, nel dicembre di quell'anno l'imperatore Enrico VI conquistò, in nome della moglie, Costanza d'Altavilla, il Regno di Sicilia e il fidanzamento con l'erede normanna non ebbe seguito.
Nel 1196, Riccardo confermò ancora una volta il giovane nipote Arturo come suo erede. Costanza proclamò duca di Bretagna con lei il giovane Arturo di nove anni. Questo ostacolava i piani di Riccardo, che lo richiamò, insieme alla madre Costanza, in Normandia. Ranulfo de Blondeville, sesto conte di Chester, il patrigno di Arturo, rapì Constanza su ordine di Riccardo. Arturo fu portato segretamente in Francia per essere educato a corte con il principe Luigi.
Re Riccardo morì il 6 aprile 1199, e, sul letto di morte, proclamò suo fratello Giovanni come erede, temendo che Arturo, che aveva solo dodici anni, fosse troppo giovane per occuparsi del regno. Mentre Giovanni prendeva immediatamente il trono d'Inghilterra, gran parte dei nobili francesi non erano convinti di riconoscerlo come loro signore, preferendo Arturo, che si dichiarava vassallo di Filippo II di Francia.
Filippo II riconobbe ad Arturo i diritti su Anjou e Maine, mentre, per il Poitou, la nonna di Arturo, Eleonora d'Aquitania, rese omaggio a Filippo II, ma poi consegnò l'Aquitania a Giovanni.
Ma, col trattato di Le Goulet (maggio 1200) Filippo II riconobbe Giovanni come erede di suo fratello, il re Riccardo I d'Inghilterra, e abbandonò ogni sostegno alla pretesa di Arturo sul trono inglese. Sentendosi offeso da Filippo II, Arturo si rifugiò presso lo zio Giovanni dal quale venne trattato con gentilezza. Tuttavia, più tardi Arturo divenne sospettoso nei confronti del re e fuggì di nuovo a Angers.
Nel 1202, Filippo II, promise ad Arturo il matrimonio con Maria di Francia, figlia sua e di Agnese di Andechs-Merania.
Filippo II aveva concesso ad Arturo la signoria sulla Bretagna, Aquitania, Turenna, Angiò e Maine.
Il 31 luglio 1202, Arturo venne sorpreso dalle forze di Giovanni mentre assediava Mirebeau, dove teneva in ostaggio Eleonora d'Aquitania, sua nonna e madre di Giovanni, come ci viene narrato dal Radulphi de Coggeshall Chronicon Anglicanum, Arturo, assieme al signore di Lusignano e Conte de La Marche, Ugo IX avevano posto l'assedio al castello di Mirebeau, dove si era ritirata Eleonora, ed il 31 luglio 1202, Arturo venne sorpreso dalle forze di Giovanni e fu fatto prigioniero assieme a Ugo IX ed altri; e mentre Arturo fu relegato in diverse prigioni, Ugo IX ed altri furono liberati dietro giuramento che sarebbero rimasti fedeli a Giovanni.
Catturato da Giovanni ed i suoi baroni, Arturo fu imprigionato a Falaise in Normandia, sorvegliato da Hubert de Burgh. Nello stesso tempo la sorella Eleonora veniva catturata e imprigionata a Corfe Castle, nel Dorset. L'anno successivo Arturo fu trasferito a Rouen e poi scomparve nel mese di aprile 1203, e viene accreditato che fu ucciso il giorno prima del venerdì santo, il 3 aprile.
La scomparsa di Arturo ha dato luogo a varie storie. Gli Annali di Margam ci forniscono il seguente resoconto della morte di Arturo:
- "Dopo che Giovanni ebbe catturato Arturo e lo ebbe tenuto in prigione per qualche tempo nel castello di Rouen, dopo cena il Giovedì prima di Pasqua, mentre era ubriaco e posseduto dal diavolo (ebrius et daemonio plenus), lo uccise di sua mano, e legando una pietra pesante al corpo, lo gettò nella Senna. Venne scoperto da un pescatore nella sua rete e, dopo essere stato trascinato alla banchina e riconosciuto, fu portato via per una sepoltura in segreto, per paura del tiranno, al convento di Bec chiamato Notre Dame de Pres".

Gli Ex Chronico Britannico Altero narrano che Arturo, l'anno dopo essere stato catturato, fu assassinato ed il corpo sommerso nel mare.
Dopo la scomparsa di Arturo, le sorti di Guglielmo de Braose si sollevarono notevolmente, ricevendo nuove terre e titoli nelle Marche gallesi. Molti anni più tardi, dopo un conflitto con il re Giovanni, la moglie di Guglielmo de Braose accusò il re di aver ucciso personalmente e direttamente Arturo: questo provocò che la donna, suo figlio maggiore e Guglielmo furono imprigionati.nel Corfe Castle, nel Dorset. Guglielmo de Braose fuggì in Francia, dove avrebbe pubblicato una dichiarazione su quanto era accaduto ad Arturo, ma nessuna copia è stata trovata, e avrebbe raccontato gli avvenimenti direttamente al re Filippo II; mentre la moglie ed il figlio furono rinchiusi nel castello di Windsor e lasciati morire di fame.

## Fortuna del personaggio

### Nella letteratura
Arturo I di Bretagna appare diverse opere, comprese:
- The Troublesome Reign of King John (v.1589) tragedia anonima;
- Re Giovanni (1593-1596) tragedia di William Shakespeare;
- Jean sans Terre ou la mort d’Arthur (1791) tragedia di Jean-François Ducis;
- King John (1800) tragedia di Richard Valpy;
- Le petit Arthur de Bretagne à la tour de Rouen (1822) poema di Marceline Desbordes-Valmore;
- La Mort d’Arthur de Bretagne (1826) poema di Alexis Fossé;
- Arthur de Bretagne (1824) tragedia de Joseph Chauvet;
- Les Bretons (1845) poema di Auguste Brizeux;
- Arthur de Bretagne (1885) dramma di Louis Tiercelin;
- Arthur de Bretagne (1887, postumo) dramma di Claude Bernard;
- Hubert's Arthur (1935) romanzo dell’eccentrico scrittore inglese Frederick Rolfe ('Baron Corvo'), pubblicato postumo da A. J. A. Symons nel 1935;
- The Devil and King John (1943) romanzo di Philip Lindsay nel quale Arturo venne rappresentato come un adolescentere ribelle invece di una innocente vittima;
- Devil’s Brood (2008), Lionheart (2011) e A King’s Ransom (2014) romanzi di Sharon Kay Penaman.

Arturo anche venne accennato a nei romanzi La signora del Clan (Saving Grace, 1993) di Julie Garwood e Prince of Darkness (2005) di Sharon Kay Penman e nella serie di romanzi e di racconti brevi di fantasy Lord Darcy de Randall Garrett, nella quale Riccardo Cuor di Leone sopravvive nel 1199, muore nel 1219 ed è seguito al trono da Arturo.

### Nella musica
- Nel 1912, il compositore bretone Guy Ropartz compose un'opera sinfonica intitolata La chasse du Prince Arthur basata sul poema di Auguste Brizeux.
- La banda bretone folk-rock Tri Yann ha scritto una canzone intitolata Arthur Plantagenest sulla vita di Arturo. Le parole della canzone sono in Francese medioevale e potrebbero essere state tratte da un manoscritto anonimo, probabilmente datato nel 1400.

#### Alla televisione
Arturo appare nella serie Robin Hood, interpretato da Peter Asher (tre puntate, prima e secunda stagioni), Richard O'Sullivan (una puntata, terza stagione) e Jonathan Bailey (una puntata, quarta stagione). Venne anche interpretato da Simon Gipps-Kent nella serie televisiva dramatica della BBC The Devil's Crown (1978).

## Ascendenza
|                                                 |                            |                                 | Genitori                                 |  |  | Nonni |  |  | Bisnonni                                                 |  |  | Trisnonni              |  |
|                                                 |                            |                                 |                                          |  |  |       |  |  | Goffredo V, conte d'Angiò e del Maine, duca di Normandia |  |  | Folco V, conte d'Angiò |  |
|                                                 |                            |                                 |                                          |  |  |       |  |  | Goffredo V, conte d'Angiò e del Maine, duca di Normandia |  |  | Folco V, conte d'Angiò |  |
|                                                 |                            | Eremburga, contessa del Maine   |                                          |  |  |       |  |  | Goffredo V, conte d'Angiò e del Maine, duca di Normandia |  |  |                        |  |
| Enrico II, re d'Inghilterra e duca di Normandia |                            |                                 |                                          |  |  |       |  |  | Goffredo V, conte d'Angiò e del Maine, duca di Normandia |  |  |                        |  |
|                                                 |                            | Matilde d'Inghilterra           | Enrico I, re d'Inghilterra               |  |  |       |  |  |                                                          |  |  |                        |  |
|                                                 |                            | Matilde d'Inghilterra           | Enrico I, re d'Inghilterra               |  |  |       |  |  |                                                          |  |  |                        |  |
|                                                 |                            | Matilde d'Inghilterra           | Matilde di Scozia                        |  |  |       |  |  |                                                          |  |  |                        |  |
| Goffredo II, duca di Bretagna                   |                            | Matilde d'Inghilterra           |                                          |  |  |       |  |  |                                                          |  |  |                        |  |
|                                                 |                            | Guglielmo X, duca di Aquitania  | Guglielmo IX, duca d'Aquitania           |  |  |       |  |  |                                                          |  |  |                        |  |
|                                                 |                            | Guglielmo X, duca di Aquitania  | Guglielmo IX, duca d'Aquitania           |  |  |       |  |  |                                                          |  |  |                        |  |
|                                                 |                            | Guglielmo X, duca di Aquitania  | Filippa, contessa di Tolosa              |  |  |       |  |  |                                                          |  |  |                        |  |
| Eleonora, duchessa d'Aquitania                  |                            | Guglielmo X, duca di Aquitania  |                                          |  |  |       |  |  |                                                          |  |  |                        |  |
|                                                 |                            | Eleonora di Châtellerault       | Almerico I, visconte di Châtellerault    |  |  |       |  |  |                                                          |  |  |                        |  |
|                                                 |                            | Eleonora di Châtellerault       | Almerico I, visconte di Châtellerault    |  |  |       |  |  |                                                          |  |  |                        |  |
|                                                 |                            | Eleonora di Châtellerault       | Dangereuse de L'Isle Bouchard            |  |  |       |  |  |                                                          |  |  |                        |  |
| Arturo I, duca di Bretagna                      |                            | Eleonora di Châtellerault       |                                          |  |  |       |  |  |                                                          |  |  |                        |  |
|                                                 | Alano, I conte di Richmond | Stefano I, conte di Penthièvre  |                                          |  |  |       |  |  |                                                          |  |  |                        |  |
|                                                 | Alano, I conte di Richmond | Stefano I, conte di Penthièvre  |                                          |  |  |       |  |  |                                                          |  |  |                        |  |
|                                                 | Alano, I conte di Richmond | Havoise di Blois                |                                          |  |  |       |  |  |                                                          |  |  |                        |  |
| Conan IV, duca di Bretagna                      | Alano, I conte di Richmond |                                 |                                          |  |  |       |  |  |                                                          |  |  |                        |  |
|                                                 |                            | Berta, duchessa di Bretagna     | Conan III, duca di Bretagna              |  |  |       |  |  |                                                          |  |  |                        |  |
|                                                 |                            | Berta, duchessa di Bretagna     | Conan III, duca di Bretagna              |  |  |       |  |  |                                                          |  |  |                        |  |
|                                                 |                            | Berta, duchessa di Bretagna     | Matilde FitzRoy                          |  |  |       |  |  |                                                          |  |  |                        |  |
| Costanza di Bretagna                            |                            | Berta, duchessa di Bretagna     |                                          |  |  |       |  |  |                                                          |  |  |                        |  |
|                                                 |                            | Enrico, III conte di Huntingdon | Davide I, re di Scozia                   |  |  |       |  |  |                                                          |  |  |                        |  |
|                                                 |                            | Enrico, III conte di Huntingdon | Davide I, re di Scozia                   |  |  |       |  |  |                                                          |  |  |                        |  |
|                                                 |                            | Enrico, III conte di Huntingdon | Maud, II contessa di Huntingdon          |  |  |       |  |  |                                                          |  |  |                        |  |
| Margherita di Huntingdon                        |                            | Enrico, III conte di Huntingdon |                                          |  |  |       |  |  |                                                          |  |  |                        |  |
|                                                 |                            | Ada de Warenne                  | Guglielmo di Warenne, II conte di Surrey |  |  |       |  |  |                                                          |  |  |                        |  |
|                                                 |                            | Ada de Warenne                  | Guglielmo di Warenne, II conte di Surrey |  |  |       |  |  |                                                          |  |  |                        |  |
|                                                 |                            | Ada de Warenne                  | Elisabetta di Vermandois                 |  |  |       |  |  |                                                          |  |  |                        |  |
|                                                 |                            | Ada de Warenne                  |                                          |  |  |       |  |  |                                                          |  |  |                        |  |

### Fonti primarie
- (LA) Matthæi Parisiensis, Monachi Sancti Albani, Chronica Majora, Vol. II 1067-1216..
- (LA) Annales Cestrienses or Chronicle of the Abbey of St Werburg at Chester..
- (LA) Monumenta Germaniae Historica, Scriptores, tomus XXIII (archiviato dall'url originale il 13 giugno 2018)..
- (LA) The Chronicle of the reigns of Henry II and Richard I 1169-1192..
- (LA) Rerum Gallicarum et Francicarum Scriptores, tomus XVIII..
- (LA) Ordericus Vitalis, Historia Ecclesiastica, vol. II..
- (LA) Annales Monastici Vol. I..
- (LA) Chronique de Robert de Torigni, abbé du Mont-Saint-Michel, tome II..
- (LA) Chronique de Robert de Torigni, abbé du Mont-Saint-Michel, tome I..
- (LA) Chroniques des Eglises d´Anjou..
- (LA) cartoulaire du bas poitou..
- (LA) Radulphi de Coggeshall Chronicon Anglicanum..

### Letteratura storiografica
- Frederik Maurice Powicke, "I regni di Filippo Augusto e Luigi VIII di Francia", cap. XIX, vol. V (Il trionfo del papato e lo sviluppo comunale) della Storia del Mondo Medievale, 1999, pp. 777–828.
- Frederik Maurice Powicke, "Inghilterra: Riccardo I e Giovanni", cap. II, vol. VI (Declino dell'impero e del papato e sviluppo degli stati nazionali) della Storia del Mondo Medievale, 1999, pp. 143–197.
- F. M. Powicke, King John and Arthur of Brittany, in "The English Historical Review", XXIV (1909), pp. 659–674
- M. Dominica Legge, William the Marshal and Arthur of Brittany, in "Historical Research", LV (1982).
- François Neveux, La Normandie des ducs aux rois, Rennes 1998. ISBN 2737309859
- Judith Everard - Michael Jones: The charters of Duchess Constance of Brittany and her family, 1171-1221, Woodbridge 1999.